# Joakim Alexandersson
Joakim Alexandersson (Borås, 27 gennaio 1976) è un ex calciatore svedese, di ruolo difensore.

## Carriera

### Club
Alexandersson iniziò la carriera con la maglia del Dalstorps IF, per passare poi all'Elfsborg. Successivamente, fu ingaggiato dai norvegesi dell'Aalesund. Debuttò in Adeccoligaen il 9 aprile 2006, schierato titolare nella vittoria per 2-1 sul Tromsdalen. In quella stagione, contribuì alla promozione della sua squadra.
Il 15 aprile 2007 poté così esordire nella Tippeligaen, nella sconfitta per 3-0 sul campo del Sandefjord. Nel corso dello stesso anno, fu prestato allo Skeid, tornando così in Adeccoligaen. Giocò il primo match con questa maglia il 22 luglio, nel pareggio per 2-2 contro il Mandalskameratene.
Tornò poi in patria, per militare brevemente nel Mjällby, con cui collezionò 3 presenze nel campionato di Superettan del 2008. Continuò poi a giocare per qualche anno nelle serie minori del calcio svedese.